# 당신은 사랑받기 위해 태어난 사람
당신은 사랑받기 위해 태어난 사람은 1997년에 이민섭 이 작사·작곡한 CCM 찬양 복음성가이다. 이 곡은 초기에 일부 대한민국의 개신교 교회에서만 사용되었으나, 폭발적인 인기로 대한민국 전체에서 사용되기 시작했고, 수많은 가수들이 리메이크곡을 만들었다. 대한민국에서 CF의 배경음악으로 사용되기도 했다. 한국에서는 가장 대표적인 축복송으로 사용되고 있으며, 다양한 가수들이 이 노래로 음반을 내기도 하였다. 이 곡의 답가로서 설경욱이 작곡한 '또 하나의 열매를 바라시며'가 있다.

## 가사
당신은 사랑받기 위해 태어난 사람, 
당신의 삶속에서 그 사랑 받고 있지요 (×2)
태초부터 시작된 하나님의 사랑은,
우리의 만남을 통해 열매를 맺고
당신이 이 세상에 존재함으로 인해,
우리에게 얼마나 큰 기쁨이 되는지
당신은 사랑받기 위해 태어난 사람,
지금도 그 사랑 받고 있지요 (×2)

## 같이 보기
- 기독교
- 찬양
- 워십